# Sextus Lusianus Proculus
Sextus Lusianus Proculus war ein römischer Politiker und Senator zur Zeit des Kaisers Domitian.
Durch Militärdiplome ist belegt, dass Proculus am 10. August 93 zusammen mit Titus Avidius Quietus Suffektkonsul war. Danach war er Legat der Provinz Germania superior. Proculus dürfte der Statthalter gewesen sein, den der neue Kaiser Nerva etwa im Sommer 97 durch Marcus Ulpius Traianus ablöste.
Im Zusammenhang der Niederschlagung der Saturninus-Revolte im Winter 88/89 berichtet Cassius Dio eine Anekdote über einen betagten Senator. Dieser habe die meiste Zeit auf dem Land verbracht, sei dann aber von Domitian genötigt worden, ihn bei der profectio (Abreise) aus Rom zu begleiten. Auf die Siegesnachricht hin habe er den Kaiser freimütig um vacatio (Entlassung) gebeten, sei auf seine Landgüter zurückgekehrt und habe, obwohl er noch lange lebte, den Kaiser nie mehr aufgesucht. Der Name dieses βουλευτὴς γέρων („alter Senator“) lautet in den Handschriften Λουσιανὸς Πρόκλος, also Lusianus Proculus. Dieser Senator, von offenbar italischer Herkunft, ist sonst nicht bekannt; er könnte der Vater des Sextus Lusianus Proculus gewesen sein.